# 魏氏蝴蝶魚
魏氏蝴蝶魚，又稱麗蝴蝶魚，俗名黑尾蝶、魏氏蝶，為輻鰭魚綱鱸形目蝴蝶魚科的其中一種。

## 分布
本魚分布於西太平洋區，包括菲律賓、印尼、中國南海、東海、日本、台灣、越南、馬里亞納群島、馬紹爾群島、密克羅尼西亞、帛琉等海域。

## 深度
水深4至20公尺。

## 特徵
本魚體色為黃色為底，身上有許多自頭部後方斜向背鰭基底的橘色斜紋。頭部除了鰓蓋後下方有塊黃色區域和身上其他黃色區域相連外，其他為白色，具黑色寬眼帶。在背鰭起點之前的頭頂處有塊黑棕色鞍狀斑，其不和眼帶相連。背鰭具黑色外緣，尾鰭白色，中央有一黑色寬橫帶。背鰭硬棘12枚、軟條24至26枚；臀鰭硬棘3枚、軟條19至20枚。體長可達28公分。

## 生態
本魚多棲息在沿岸的岩礁區，屬雜食性，以底棲小動物、藻類為食，其略尖的吻極適合啄食這些小動物。

## 經濟利用
色彩鮮豔的觀賞性魚類，於香港為受歡迎的食用魚類。